# Alpinia myriocratera
Alpinia myriocratera är en enhjärtbladig växtart som beskrevs av Karl Moritz Schumann. Alpinia myriocratera ingår i släktet Alpinia och familjen Zingiberaceae. Inga underarter finns listade i Catalogue of Life.